# Szakszervezetek Együttműködési Fóruma
A Szakszervezetek Együttműködési Fóruma Magyarország egyik legnagyobb szakszervezeti szövetsége (konföderációja). Szinte valamennyi tagszakszervezete a közszférában dolgozókat tömörít.
Tagjainak száma saját adatai szerint csaknem 400 ezer (ebből 260 ezer az aktív dolgozó és 140 ezer a nyugdíjas). A 260 ezer aktív taggal a SZEF a legnagyobb magyar szakszervezeti tömörülés. (A konföderációk saját adatai vitatottak, mivel összességében mintegy 200-250 ezerrel meghaladják a Központi Statisztikai Hivatal által nyilvántartott szakszervezeti tagok 550 ezres együttes létszámát.)

## Története
1990-ben hozta létre több, mint 30 közszolgálati szakszervezet kezdetben fórumaként, illetve laza akciószövetségként. Valódi konföderációvá, azaz folyamatosan működő szakszervezeti szövetséggé 1995. május 4-én alakult a SZEF, első kongresszusán. A SZEF alapelvei a pártoktól való függetlenség, illetve a tagszervezetek nagyfokú önállósága.

## Néhány fontosabb tagszervezete
- Adó- és Pénzügyi Ellenőrzési Dolgozók Országos Szakszervezeti Tanácsa
- Belügyi és Rendvédelmi Dolgozók Szakszervezete
- Egészségügyi és Szociális Ágazatban Dolgozók Demokratikus Szakszervezete (EDDSZ)
- Közgyűjteményi és Közművelődési Dolgozók Szakszervezete (KKDSZ)
- Közszolgálati Szakszervezetek Szövetsége
- Magyar Köztisztviselők és Közalkalmazottak Szakszervezete
- Mentődolgozók Önálló Szakszervezete
- Pedagógusok Szakszervezete
- Postai és Hírközlési Dolgozók Szakszervezeti Szövetsége

## Vezetői
A konföderáció vezető testületei a Szövetségi Tanács, amely a tagszervezetek küldötteiből áll, és a szűkebb Ügyvivő Testület, amelyben a legnagyobb tagszervezetek vezetői foglalnak helyet.
A SZEF elnöke a 2007. június 8-án tartott kongresszus óta Varga László (aki elnökké választása után, szeptember 29-én mondott le a Pedagógusok Szakszervezete elnöki posztjáról).
A SZEF XI. Kongresszusa 2015. június 13-án elvégezte a tisztújítást, és a KKDSZ (Közgyűjteményi és Közművelődési Dolgozók Szakszervezete) korábbi elnökét, Földiák Andrást választotta meg az új elnöknek (2015. július 1-jétől). Alelnökök: Boros Péterné (MKKSZ), Galló Istvánné (PSZ), dr. Gyimesi László (MSZSZ)

## Politikai kapcsolatai
A SZEF, mint a többi szakszervezeti szövetség is, a politikai pártoktól függetlennek vallja magát. Ezt az állítást megkérdőjelező kritika, hogy az elnök Varga László fivére MSZP-s országgyűlési képviselő és a fia is, aki egyben a Fiatal Baloldalt is vezeti.
A SZEF - és másik három konföderáció - nem csatlakozott a Liga Szakszervezetek és a Munkástanácsok 2007. november 21-ai sztrájkjához, amellyel a szocialista-szabaddemokrata kormány egészségbiztosító-privatizációs, vasúti szárnyvonal-bezárós és nyugdíjcsökkentő tervei ellen tiltakoztak (bár a demonstráció céljaival valamennyi konföderáció egyetértett.)

## Külső hivatkozások
- A SZEF honlapja